# Frank Chamizo
Frank Chamizo (n. 10 iulie 1992, Matanzas, Cuba) este un luptător ce a reprezentat Cuba, medaliat olimpic. A participat la 2 ediții ale Jocurilor Olimpice (2016, 2020) în care a câștigat o medalie de bronz.